# 北百済村
北百済村（きたくだらむら）は、かつて大阪府住吉郡・東成郡に存在した村。現在の大阪市東住吉区桑津、今林、杭全、今川にあたる。

## 概要
東成郡の中央よりやや東南に位置し、東西約13町（約1.4 km）、南北約20町（約2.1 km）、面積0.1233方里（1.9平方キロメートル）の区域であった。東は平野郷町、中河内郡巽村、西は田辺町、天王寺村、北は生野村、南は南百済村とそれぞれ接していた。
村内には「桑津」、「今林」、「新在家」、「今在家」の4の大字と52の小字が存在した。現在の地形とほぼ同じく村全域に平地で中央に南北に通る今川堤があり、その東に今川、西に駒川が流れていた。江戸時代（平野郷の散郷だった頃）から純農村地域で村民は農業従事者が大部分を占め、『東成郡誌』には「地勢平坦。地味は乾田多く攘土にして米作に適せり。」、「本村は古来純農村にして今に農業は本村の大部を占む」、「主要農作物は米麦とす」との記録が残っている。
| 大字                                                                                       | 小字 |
| ------------------------------------------------------------------------------------------ | --- |
| 大字桑津                                                                                   | 桑津、東浦、北ノ山、北口、芝、一ノ坪、塩辛、宮西、西野々、墓ノ前、大塚、中島、砂河原、西口、南口、大井、瓜生 |
| 大字今林                                                                                   | 今林、道願切、松本、三輪田、波打、池内、木寅、大別富、芝ノ掛、神子圓、下東河原、上東河原                     |
| 大字新在家                                                                                 | 新在家、馬繋、樋上、マブシ、尼ヶ池、古川、太島、野末、池ノ内、高部、ウトフ、三輪田、垣添、サナフリ、桑津河原 |
| 大字今在家                                                                                 | 今在家、ビソ、菩薩ヶ池、皿池、サナフリ、島ノ池、無用、狐塚                                                   |
| 備考：大字桑津は現在の桑津、大字今林は今林、大字新在家は杭全、大字今在家は今川に位置する。 | |

## 歴史
桑津をのぞく3大字は平野とのつながりが深く、1702年（元禄15年）に馬場町・泥堂町・市町・野堂町・流町・背戸口町・西脇町の本郷七町と、今林村・新在家村・今在家村・中野村の散郷四村を統合して平野郷町となった。散郷四村は1879年（明治12年）に平野郷町から分離し、以降は本郷七町とは別の自治体（北百済村・南百済村）を形成することとなった。

### 沿革
- 1889年（明治22年）4月1日 - 町村制施行により、住吉郡桑津村、今林村、新在家村、今在家村が合併して北百済村が発足。大字新在家に村役場を設置。
- 1896年（明治29年）4月1日 - 郡の統廃合により、所属郡が東成郡となる。
- 1909年（明治42年）4月1日 - 百済駅（実質的に東部市場前駅の前身）が開業する。
- 1910年（明治43年） - 帝国在郷軍人会北百済村分会が設立される。
- 1912年（明治45年）1月19日 - 北百済村教育会が創立される。
- 1925年（大正14年）4月1日 - 大阪市第二次市域拡張により大阪市へ編入され、住吉区桑津町、今林町、杭全町、今川町となる。
- 1943年（昭和18年）4月1日 - 分区により、東住吉区へ転属。

### 村名の由来
『東住吉区史』には、当時の住吉神社の神官が「酒君塚」（鷹合）のあることから命名したとされている。

## 官公庁
- 村役場
役場は大字新在家900番地にあり、建坪20坪の木造家屋一棟であった。村政は村長、助役、収入役、書記2名の合計5名で執行されていた。
- 歴代村長

| 村長名     | 任期                                                            |
| ---------- | --------------------------------------------------------------- |
| 奥村太三郎 | 1889年（明治22年）5月27日 - 1890年（明治23年）6月14日           |
| 辰巳為三郎 | 1890年（明治23年）6月24日 - 1894年（明治27年）4月20日           |
| 藤本繁     | 1894年（明治27年）4月27日 - 1897年（明治30年）6月3日            |
| 日下裕三   | 1897年（明治30年）11月5日 - 1899年（明治32年）12月1日           |
| 辰巳為三郎 | 1900年（明治33年）2月16日 - 1902年（明治35年）5月26日           |
| 日下陽一   | 1902年（明治35年）6月5日 - 1906年（明治39年）11月2日            |
| 河井信一   | 1907年（明治40年）3月 - 1911年（明治44年）2月14日               |
| 仲田泰治郎 | 1911年（明治44年）2月15日 - 1920年（大正9年）6月13日（3期連続） |
| 仲田太三郎 | 1920年（大正9年）9月17日 -                                      |

- 村会
村会は議員定数一級6名、二級6名の計12名で構成されていた。
- 警察
平野郷分署に属す北百済村巡査駐在所が大字新在家74番地にあった。管轄区域は北百済村全域を担当し、駐在所は1名だった。
- 郵便・電信
郵便は、平野郵便局区域に属し、村内には郵便局がなく、郵便投函（郵便ポスト）が大字桑津に2つ、大字新在家に1つあった。
電信は、電信亦平野郵便局直配区域に属し、電話は村役場に公設電話が1台設置されていた。
- 兵事関係
1910年（明治43年）帝国在郷軍人会の発足に伴い、帝国在郷軍人会北百済村分会が設立され、事務所は村役場に設置された。
（1918年（大正7年）10月時の会員数は161名）

## 交通
- 鉄道路線
1909年（明治42年）4月1日、北百済村大字新在家に関西本線百済駅が開業した。百済駅は1945年（昭和20年）頃に廃止され、1989年（平成元年）にやや平野寄りの位置に東部市場前駅が開業した。
（1918年（大正7年）時期の1日平均利用者数は196人）
- 主要道路
奈良街道[1]
百済街道
桑津街道
下高野街道
北八尾街道
- 村内の交通車両の状況
1918年末（大正7年）の調査結果は、荷積用馬車72台、牛馬3頭、中小車374台、自転車90台との記録が残っている。

## 教育
- 初等教育
初等教育機関としては、1875年5月に開校した第三中学区住吉郡第一区第八番小学校（現在の大阪市立育和小学校）が大字新在家522地にあり、北百済村の発足後は住吉郡新在家簡易教場から住吉郡北百済簡易小学校、北百済尋常小学校へ改称を経ながら北百済村の初等教育を行っていた。
- 北百済村教育会
1912年（明治45年）1月19日に創立され、地元での講演会、青年夜学会の開催、学齢児童の就学補助等の活動を行っていた。